# Дегенеративне мистецтво

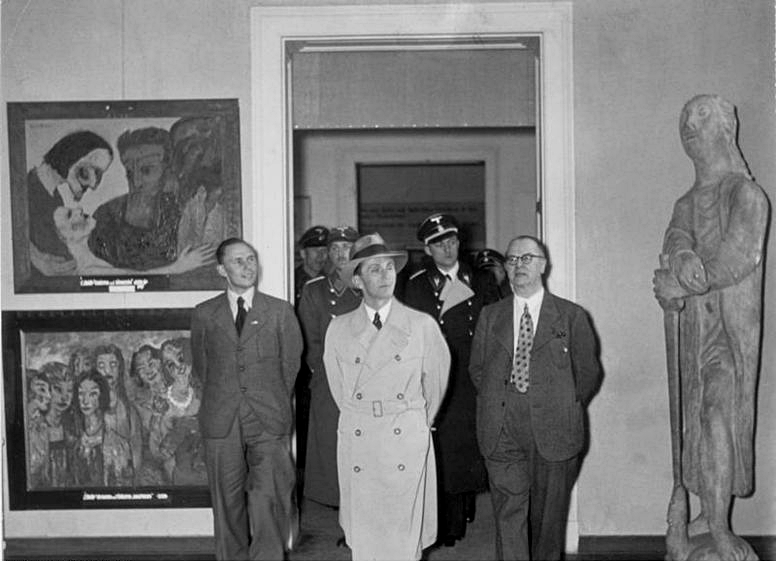
Доктор Йозеф Геббельс оглядає виставку

Дегенеративне мистецтво (нім. Entartete Kunst) — термін нацистської пропаганди для позначення мистецького нонконформізму та авангардних напрямів мистецтва, які розцінювалися як мистецтво, що вироджується (нім. Verfallskunst) та видавалося владою не лише модерністським, антикласичним, але й жидобільшовицьким, антинімецьким — а тому небезпечним для нації і для всієї арійської раси.

## Походження терміна
Уперше термін «дегенеративне мистецтво» в 1892 р. застосував Макс Нордау в своєму бестселері «Дегенерація», в якому він намагався дати біологічні пояснення сучасному мистецтву, музиці та літературі, указуючи на дегенеративні характеристики митців, які його створюють. У своїй книзі автор різко критикував авангардне мистецтво (англ. degenerate art), а також представив власне бачення окремих соціальних проблем Європи XIX ст. крізь призму концепції дегенерації. Ідеї, висловлені М. Нордау, набули поширення, а поняття дегенеративного мистецтва згодом підхопили націонал-соціалісти.

## Заборона мистецького авангарду

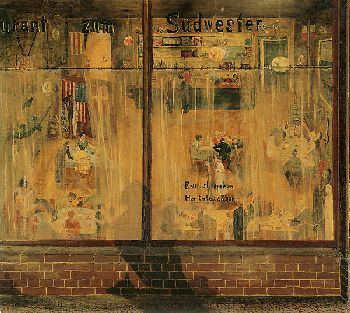
Картина Йоахіма Рінгельнаца

Ідеологічна дискредитація, заборона і знищення зразків авангардного мистецтва, прямі репресії проти його творців становили значну частину більш широкої культурної політики гітлерівського режиму. У цілому за неї відповідав міністр народної освіти та пропаганди Йозеф Геббельс, а за даний конкретний напрямок — президент Державної палати образотворчих мистецтв Адольф Циглер.
До дегенеративного мистецтва зараховувалися цілі художні спільноти і напрями: імпресіонізм, дадаїзм, кубізм, фовізм, сюрреалізм, експресіонізм, Баухаус.
Крім живописців, до дегенеративних митців відносили композиторів Арнольда Шенберга, Пауля Хіндеміта, Бартока, Ернста Кшенека, Віктора Ульманна, Ервіна Шульхофа, Павла Хааса, Ганса Краса, кінорежисерів Фріца Ланга, Макса Офюльса, письменників Курта Хіллера, Георга Гейм, Ульріха Бехера, скульпторів Рудольфа Беллінген, Бернгарда Хетгер та ін..

## Виставка зразків

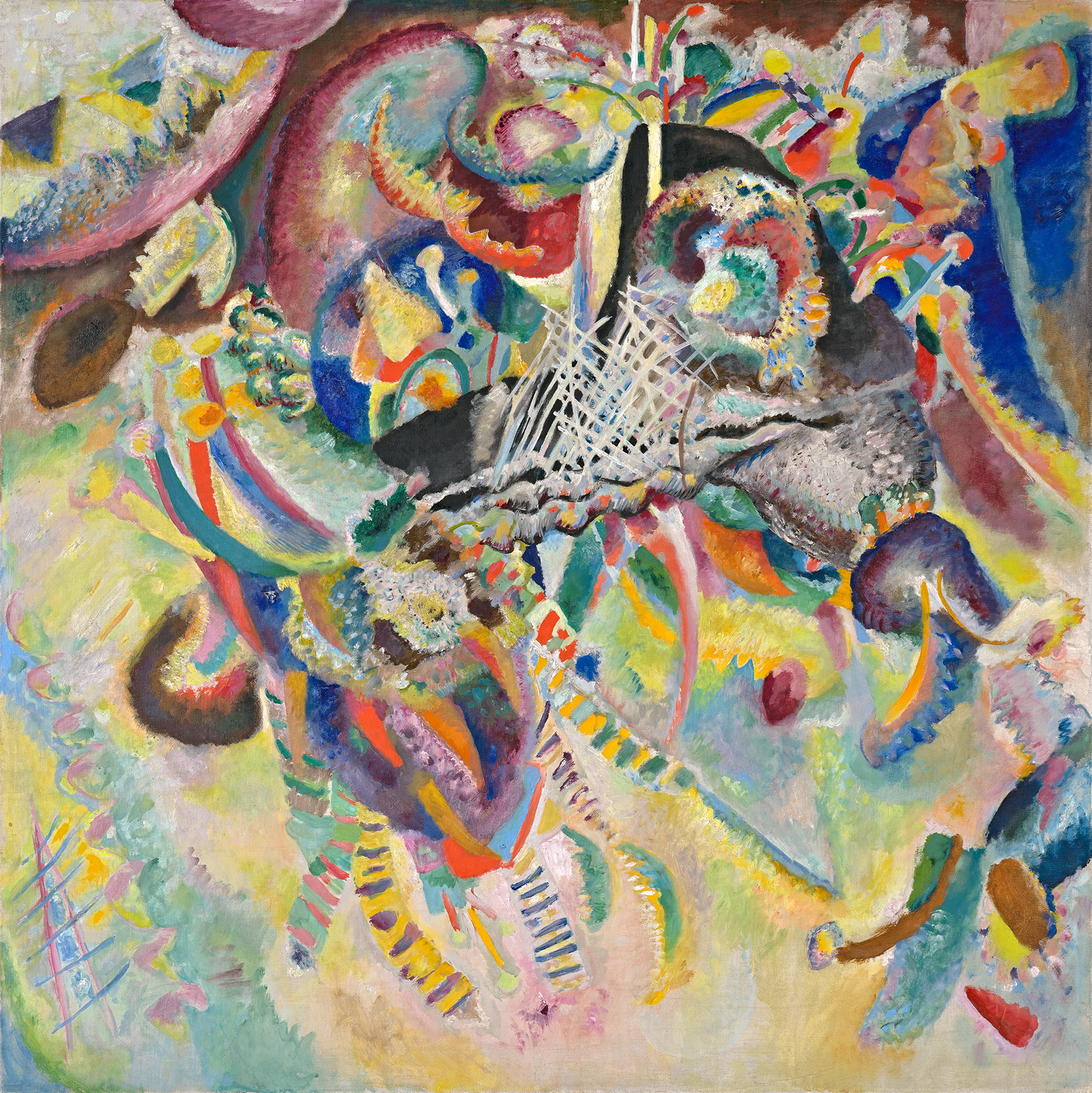
Кандінський В."Фуга"

В 1936 році Адольф Гітлер доручив президентові Імперської палати образотворчих мистецтв професорові Адольфу Циглеру очолити спеціальну комісію, що повинна була провести чищення більш ніж 100 музеїв Німеччини з метою реквізувати всі зразки «дегенеративного мистецтва». Комісія зібрала 12890 творів образотворчого мистецтва, з яких 700 було продано в Люцерні, що принесло солідні валютні дивіденди для Німеччини, яка почала військове переозброєння. Експропріювали полотна 112 художників, зокрема роботи Еміля Нольде, Макса Бекмана, Оскара Кокошки, Георга Гросса. Сюди ж потрапили полотна найбільших європейських майстрів — Пікассо, Гогена, Матісса, Сезанна, Жеріко, Ван Гога й ін.
Виставка під назвою «Дегенеративне мистецтво», яка представляла близько 650 творів, конфіскованих в 32 музеях Німеччини, була відкрита 19 липня 1937 в мюнхенському «Будинку мистецтва». Картини, які часто висіли без рам, супроводжували написи, запропоновані нацистськими мистецтвознавцями: «Так хворий розум бачить природу» або «Німецькі селяни в єврейському стилі» та ін. До квітня 1941 р. вона об'їхала ще 12 міст, її відвідали 3 мільйони глядачів. Пізніше, у березні 1939, близько 5 тис. із числа виставлених робіт згоріло під час пожежі в Центральному міністерстві в Берліні. Серед художників, чиї твори фігурували в експозиції, були:

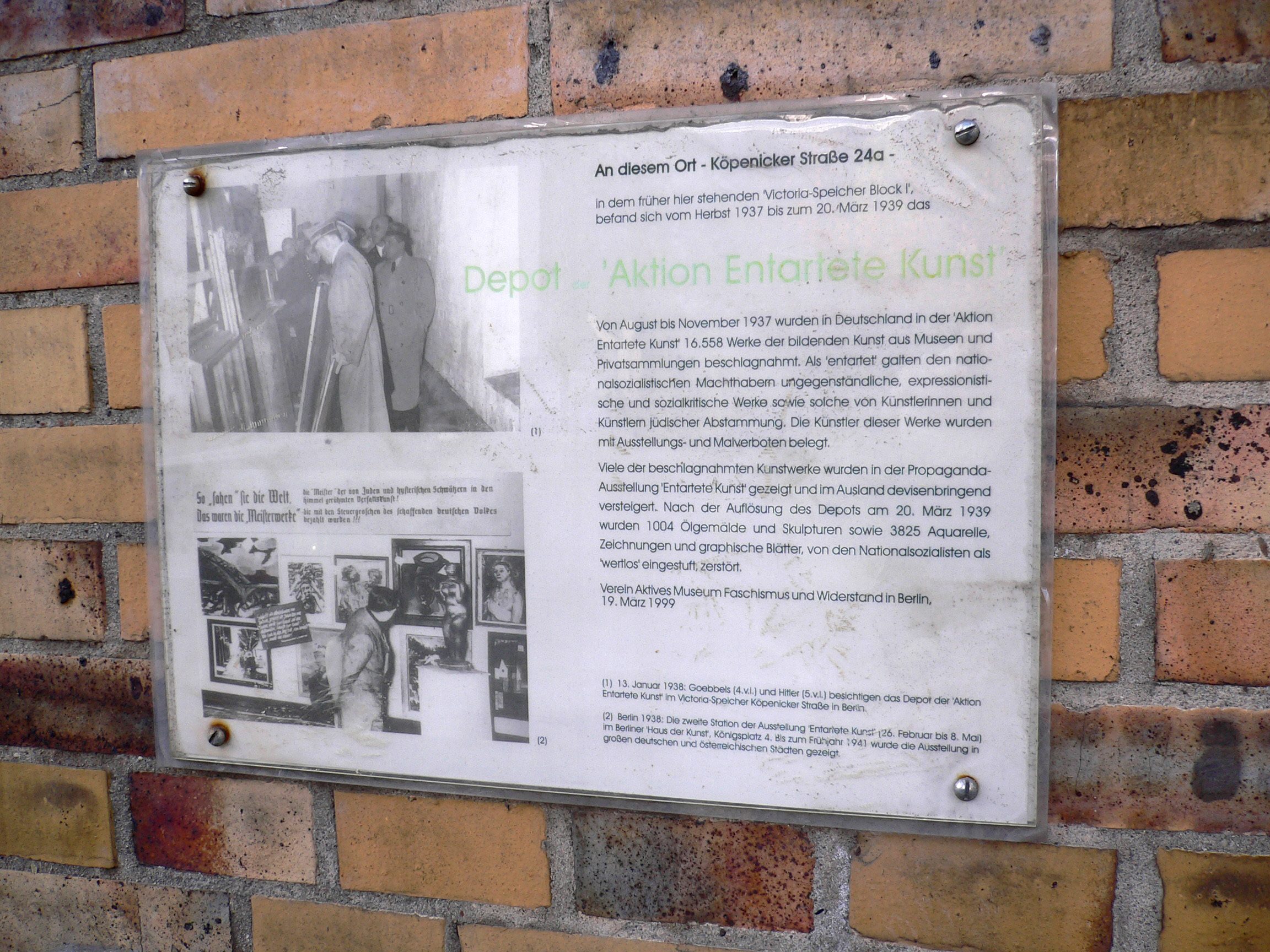
Пам'ятна табличка на місці складу творів мистецтва на Кепенікерштрассе в Берліні

- Макс Ернст
- Марк Шагал
- Едвард Мунк
- Кандінський Василь Васильович
- Ернст Людвіг Кірхнер
- Пауль Клеє

## Позиція Адольфа Гітлера
Вважають, що ставлення до різних видів сучасного образотворчого мистецтва як до «дегенеративного» в той час відбивало особисту точку зору фюрера. Будучи художником, що не відбувся, Гітлер, який мав симпатії до реалістичних напрямів мистецтва, повністю відкидав будь-які сучасні форми й напрямки від експресіонізму до кубізму, розцінюючи їх як Vertallskunst — «мистецтво, що вироджується».
У своїй книзі «Майн Кампф» (нім. Mein Kampf, укр. Моя боротьба), Адольф Гітлер писав:
| Звичайно, років 60 тому не можна було і уявити політичної катастрофи таких розмірів, що ми її пережили нині. Аналогічно й елементи загальнокультурного розкладу років 60 тому були значно слабшими, аніж ті симптоми розпаду, що від початку ХХ століття виродилися в кубізм тощо. Років 60 тому такі речі, як виставка так званих «переживань» дадаїстів, були б абсолютно нечуваними. В ті часи організаторів подібної виставки запроторили б до психіатричної лікарні. Натомість нині подібні суб'єкти очолюють навіть ціле мистецьке об'єднання. Років 60 тому подібна чума не могла б виникнути, бо громадська думка цього б не потерпіла, а держава миттєво застосувала б заходи. Керівники держави зобов'язані боротися проти того, щоб божевільні мали змогу впливати на духовне життя цілого народу. Надати «свободу» такому «мистецтву» означає грати долею народу. Той день, коли подібне мистецтво отримало б широке визнання, став би роковим днем для всього людства. Цього дня можна було б сказати, що замість прогресу розумового розвитку людства розпочався його регрес. Всі страшні наслідки такого «розвитку» важко собі навіть уявити. Варто лише з цієї точки зору на хвилину поглянути на підсумок нашого розвитку протягом останньої чверті століття, і з жахом доведеться переконатися в тому, наскільки далеко пішли ми вже назад цим страшним шляхом. Куди не поглянеш — скрізь видно зародки таких хвороб, котрі рано чи пізно неминуче приведуть нашу культуру до загибелі. Всі ці симптоми вказують на процес тривалого періоду гниття. Горе тим народам, що не зуміють впоратися з такими хворобами! |

## База даних Вільного університету Берліна
У 2010 році Вільний університет Берліна відкрив в інтернеті базу даних, присвячену долі понад 20 тисяч творів мистецтва, які було оголошено нацистами «дегенеративними» і вилучено з музеїв у 1937 році. Сайт став результатом восьмирічної роботи університетських істориків мистецтва. На ньому, зокрема, представлені роботи Франца Марка, Еміля Нольде, Отто Дікса, Марка Шагала, Макса Бекманна, Василя Кандінського і Ернста Людвіга Кірхнера. Про кожну з картин розповідається, з якого музею вона була вилучена. У випадку якщо твір не було знищено, називається його нинішнє місцезнаходження. Майке Хоффманн (Meike Hoffmann), один з учених, що працювали над сайтом, розповів Bloomberg, що мета була не тільки каталогізувати «дегенеративне мистецтво», але й показати, якою багатою колекцією авангарду володіли німецькі музеї у 1930-х.

## Галерея зразків «дегенеративного мистецтва»

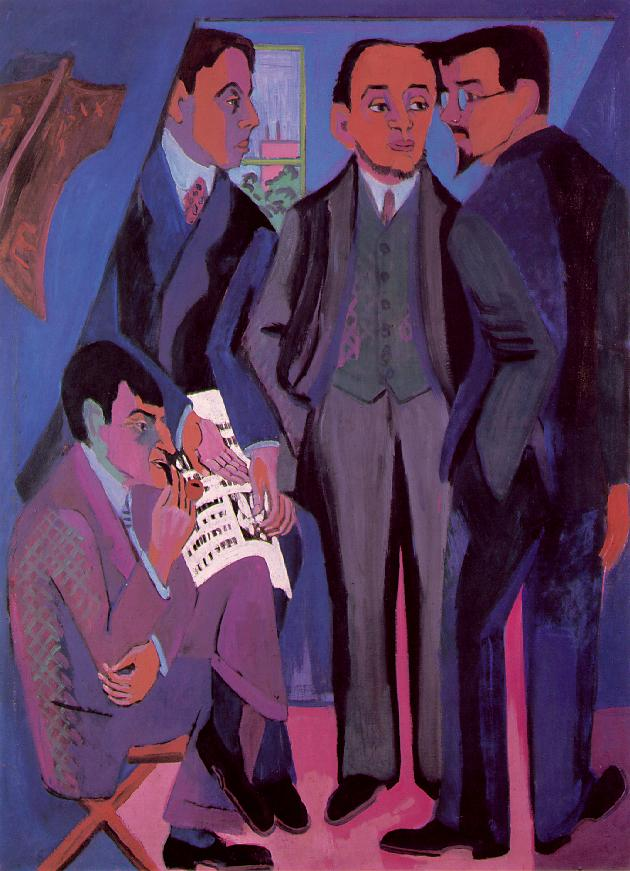
Ернст Людвіг Кірхнер Груповий портрет учасників групи «Міст». 1926—1927
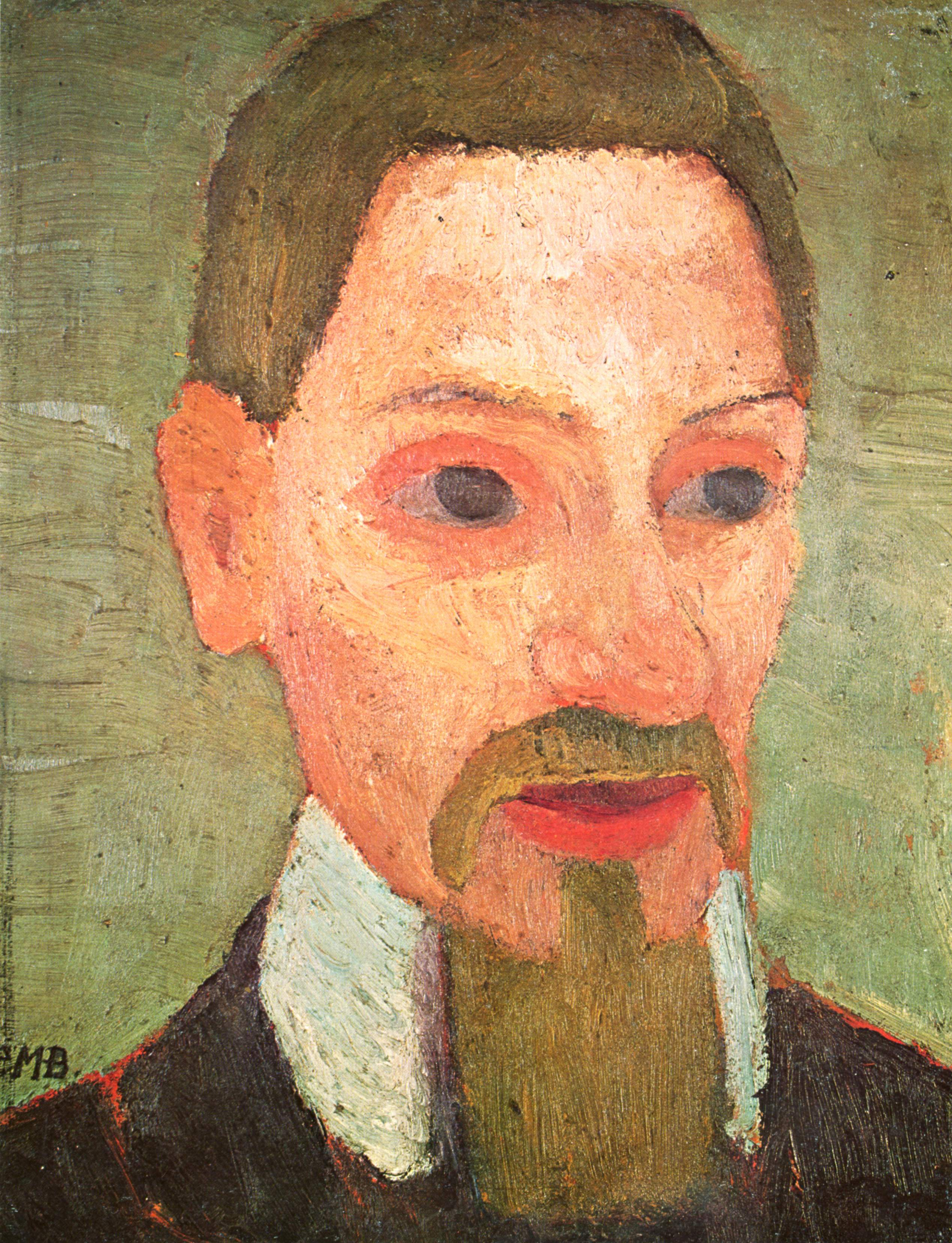
Паула Модерзон-Беккер Портрет Райнера Марія Рільке (1906).
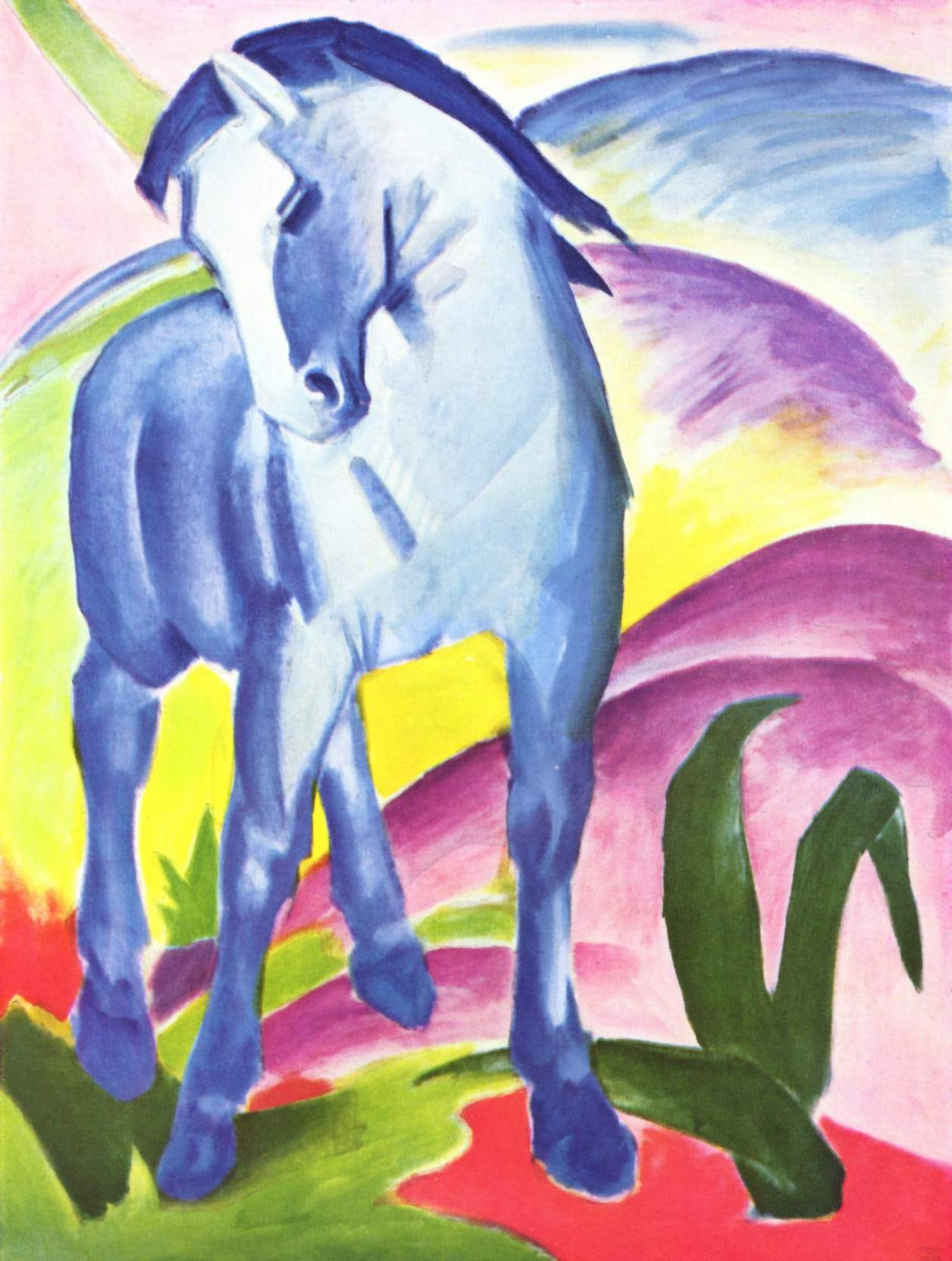
Франц Марк. Синій кінь. 1911
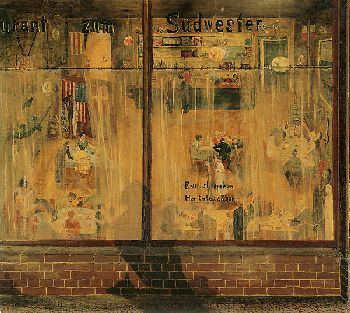
Йоахім Рінґельнац. «Портовий паб», (1933).
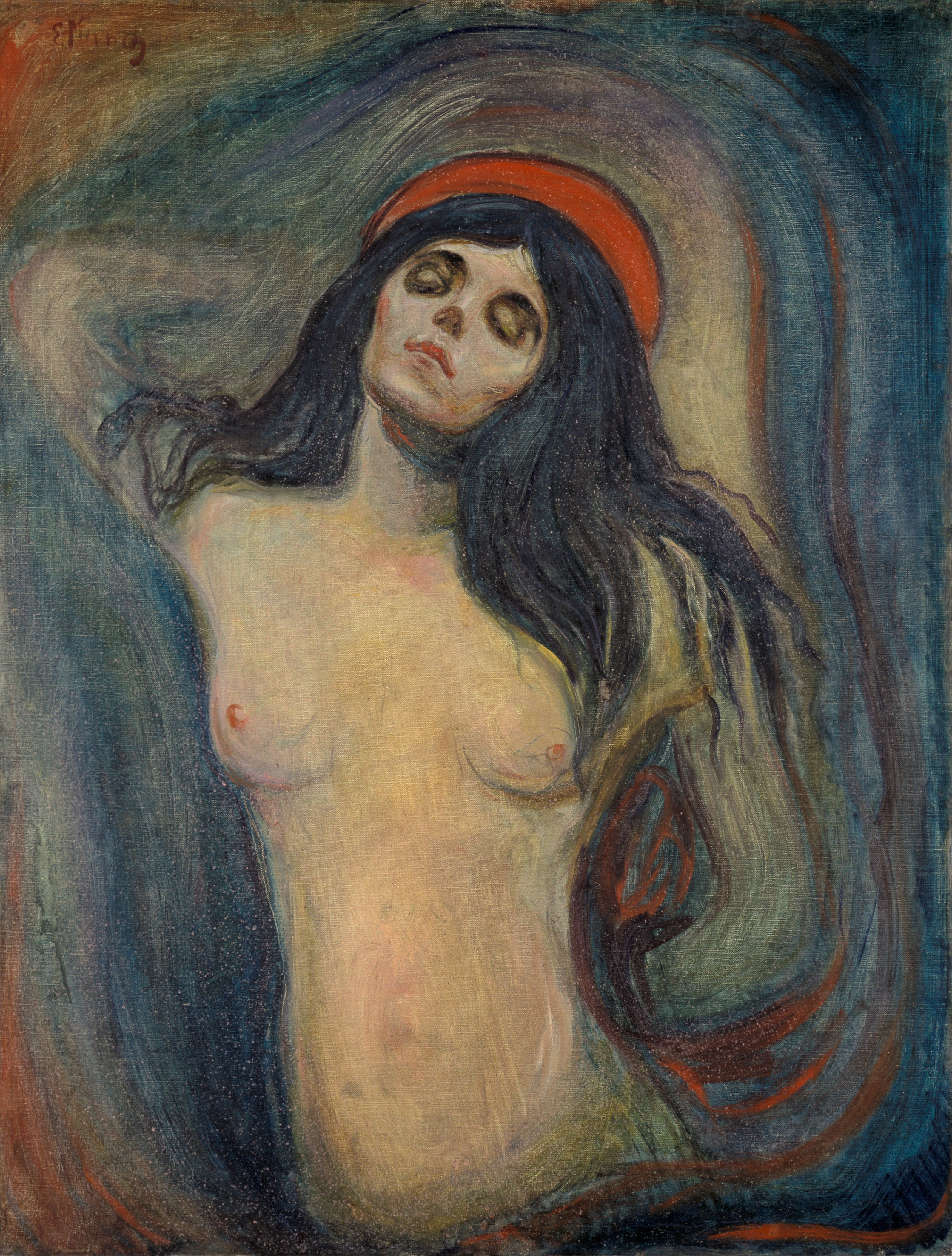
Едвард Мунк «Мадонна»